# کوانتوم بریک
کوانتوم بریک (انگلیسی: Quantum Break) یک بازی ویدئویی در سبک اکشن و تیراندازی سوم شخص است که توسط رمدی انترتینمنت توسعه یافته و بوسیلهٔ استودیو مایکروسافت در ۵ آوریل ۲۰۱۶ برای اکس‌باکس وان و مایکروسافت ویندوز منتشر شده‌است. بازی که با محوریت تغییر در زمان و بهره‌گیری از توانایی‌های خارق‌العاده شخصیت‌های اصلی است، روایتگر تلاش‌های جک جویس با بازی شان اشمور در جهت متوقف کردن پائول سرین با بازی آیدان گیلن و جلوگیری از پایان جهان به واسطه شکست در آزمایش ناموفق ماشین زمان است.
علاوه بر بازی ویدئویی، Quantum Break دارای یک سریال چند قسمتی نیز است که براساس تصمیمات بازیکن تغییر خواهد کرد.

## داستان بازی
روایت بازی از جایی شروع می‌شود که پائول سرین یکی از شخصیت‌های بازی، دوست صمیمی و قابل اعتماد خود به نام جک جویس را برای به نمایش درآوردن جدیدترین اختراع خود به دانشگاه دعوت می‌کند. پائول با همکاری برادر جک یعنی ویلیام با بازی دامینیک مانهن توانسته ماشین زمان را اختراع کند و قصد دارد تا برای اولین بار این موضوع را برای جک فاش کند. اما این ماجرا خوب پیش نمی‌رود و حادثه‌ای غیرمنتظره همه چیز را به سمت و سویی اشتباه می‌برد.

## روند بازی
بازیکن در این بازی کنترل هر دو شخصیت اصلی یعنی جک و پائول را در دست خواهد گرفت. بخش مبارزات بازی به دو قسمت متفاوت تقسیم می‌شود که یکی قدرت کنترل زمان و دیگری گان پلی و استفاده از سلاح‌های گرم متداول در برابر دشمنان است. هر دوی این شخصیت‌ها قابلیت‌های مختلفی بواسطه آزمایش ناموفق ماشین زمان بدست آورده‌اند که در طول بازی از آن‌ها بازیکن استفاده می‌کند همچنین بازی دارای سیستم آپگرید قدرت‌های کنترل زمان است که این باعث افزایش پایداری قدرت زمان یا شارژ شدن سریع‌تر آن‌ها می‌شوند.

## بازیگران
- شان اشمور در نقش جک جویس قهرمان بازی وی به واسطه اشکال در آزمایش ماشین زمان توانایی تغییر و کنترل زمان را دارد.
- آیدان گیلن در نقش پائول سرین آنتاگونیست بازی و دوست سابق جک جویس که توانایی مشاهده آینده را دارد.
- دامینیک مانهن در نقش ویلیام جویس مخترع و نابغه فیزیک که در نهایت کشته می‌شود.
- لنس ردیک در نقش مارتین هچ شخصی که از آینده آمده تا به پائول برای مدیریت شرکت مونارک سولوشنز کمک کند.
- پاتریک هویزینگر در نقش لیام بورک
- بروک نوین در نقش امیلی بورک
- مارشال آلمن در نقش چارلی وینکات
- کورتنی هوپ در نقش بث وایلدر
- امیلی روز بلیر در نقش امی فررو

## بازتاب‌ها

### نقدها
| گردآورنده | امتیاز                  |
| --------- | ----------------------- |
| متاکریتیک | PC: 66/100 XONE: 77/100 |

| ناشر                     | امتیاز |
| ------------------------ | ------ |
| دستراکتید                | 8.5/10 |
| الکترونیک گیمینگ مانثلی  | 7.5/10 |
| گیم اینفورمر             | 8.5/10 |
| گیم رولیشن               | [ ۷ ]  |
| گیم‌اسپات                 | 6/10   |
| گیمز ریدار+              | [ ۹ ]  |
| جاینت بامب               | [ ۱۰ ] |
| آی‌جی‌ان                   | 8/10   |
| پی‌سی گیمر (ایالات متحده) | 70/100 |
| پولیگان                  | 8.5/10 |
| VideoGamer.com           | 8/10   |
| Digital Spy              | [ ۱۵ ] |
| VentureBeat              | 9/10   |

### Awards
| Year | Award                                                 | Category                                                         | Result   | Ref    |
| ---- | ----------------------------------------------------- | ---------------------------------------------------------------- | -------- | ------ |
| ۲۰۱۷ | 15th Annual Visual Effects Society Awards             | Outstanding Visual Effects in a Real-Time Project                | نامزدشده | [ ۱۷ ] |
| ۲۰۱۷ | National Academy of Video Game Trade Reviewers Awards | Performance in a Drama, Supporting (Aidan Gillen as Paul Serene) | برنده    | [ ۱۸ ] |
| ۲۰۱۸ | 2018 Webby Awards                                     | Best User Experience                                             | برنده    | [ ۱۹ ] |
| ۲۰۱۸ | 2018 Webby Awards                                     | Best Visual Design                                               | نامزدشده | [ ۱۹ ] |